# Marlene Dietrich
Marlene Dietrich IPA: [maɐˈleːnə ˈdiːtrɪç]; nemško-ameriška igralka in pevka, * 27. december 1901, Nemčija, † 6. maj 1992, Pariz. 
Poznana je kot prva nemška igralka, ki je postala uspešna v Hollywoodu.

## Življenjepis

### Zgodnje življenje
Marlene Dietrich se je rodila v premožni družini v Schönebergu, berlinskem okolišu. Bila je mlajša od dveh otrok. Njen oče je bil policijski poročnik in je umrl leta 1907. Njena mama je izhajala iz znane družine, ki se je ukvarjala z izdelovanjem ur. Po smrti svojega moža, se je mama znova poročila in sicer z moževim prijateljem Eduardom von Loschem, ki pa je že leta 1916 umrl za posledicami poškodb iz prve svetovne vojne.
V času šolanja je Marlene odkrila ljubezen do glasbe, še posebej do igranja violine. Želela je postati profesionalna violinistka, a so se ji sanje sesule, ko si je poškodovala zapestje. Tako je odkrila čar gledališča in kasneje filma, ki je bil takrat še v povojih. 

### Začetki kariere
Nastopila je v mnogih zgodnjih filmih, ki pa se niso ohranili. Pri snemanju enega izmed njih je spoznala svojega bodočega moža in najboljšega prijatelja Rudolfa Sieberja, s katerim se je poročila 17. maja 1924. 13. decembra 1924 se jima je rodil edini otrok Maria Elisabeth Sieber (bolj znana kot Maria Riva). Dietrich je bila biseksualka in je bila del berlinske lezbične scene v dvajsetih.
Leta 1929 je imela srečo in je bila povabljena na avdicijo za film Der Blaue Angel, za vlogo brezsrčne pevke v kabareju. Režiserja Josefa von Sternberga je tako očarala s svojim lahkotnim pristopom k stvari, da se je takoj odločil zanjo. Njuno sodelovanje s tem filmom pa je bil šele začetek. Der Blaue Angel je bil tako uspešen, da se je Dietrichova odločila odpotovati v ZDA, kjer naj bi poskušala posneti še več filmov z von Sternbergom. Sledili so filmi Morocco, Dishonored, Shanghai Express, Blonde Venus, The Scarlet Empress in The Devil is a Woman. Zavoljo nove slave se je odločila, da radikalno spremeni svoj videz in postane bolj »hollywoodska«: izgubila je mnogo kilogramov in pravijo, da si je dala izpuliti nekatere zobe, da bi ličnici prišli bolj do izraza. Von Sternberg pa ji je pomagal pri šolanju angleščine. Njuno sodelovanje je dalo produkt - idealno vizijo Marlene Dietrich, nemške dive.

### Leta slave
Čez leta se je njuno profesionalno sodelovanje prekinilo in Dietrichova se je obrnila na druge režiserje, recimo na manj znanega Georgea Marshalla, s katerim je posnela Destry ponovno jezdi in Rayja Enrighta, s katerim je posnela The Spoilers. Ponovno pa je njena zvezda zasijala, ko je snemala z Billyjem Wilderjem, Alfredom Hitchcockom in Orsonom Wellesom. To so bili filmi, ki so še dodatno utrdili njeno podobo (Zunanja zadeva, Tožilčeva priča, Dotik zla, Sojenje v Nürnbergu, Trema).

### Politično prepričanje in druga svetovna vojna
Politično je bila Dietrichova izredno anti-nacistično usmerjena, zaradi česar se je leta 1937 odpovedala nemškemu državljanstvu in prevzela ameriško. Med drugo svetovno vojno je nato potovala od oporišča do oporišča in poskušala zabavati ameriške vojake, da bi vsaj za nekaj časa pozabili na vsakodnevne težave. 
Leta 1944 je Office of Strategic Services (OSS) začel z glasbeno-propagandnim projektom Musak, h kateremu so povabili tudi Marlene Dietrich. Takrat je Marlene posnela nekaj pesmi v nemškem jeziku, ki naj bi spodkopavale moralo nemških vojakov na fronti. V sklopu projekta je nastala tudi legendarna pesem Lili Marleen, ki je kmalu posatala uspešnica pri vojakih na obeh straneh. Šef OSS, William Joseph Donovan, je Dietrichovi takrat napisal pismo v katerem je zapisal: »Osebno sem Vam globoko hvaležen za vašo dobroto in vaš prispevek pri snemanju.«.

### Zaton kariere
Po drugi svetovni vojni je imela že precej težav z zdravjem, a je kljub temu sprejela še nekaj filmskih vlog, sicer pa se je začela bolj ukvarjati z nastopanjem v hotelih, recimo v Las Vegasu. 

### Zadnja leta
29. septembra 1975 je med nastopom v Sydneyju padla z odra in si zlomila stegnenico, zaradi česar je morala končati svojo kariero. Leto kasneje, 24. junija 1976, je za posledicami raka umrl njen mož Rudolf Sieber.
Leta 1979 je izdala avtobiografijo z naslovom Nehmt nur mein Leben (Vzemite mi le življenje).
Zadnja leta je preživela v svojem stanovanju v Parizu, odvisna od alkohola in protibolečinskih tablet. Umrla je 6. maja 1992 zaradi odpovedi ledvic, stara devetdeset let. Pokopana je v Nemčiji, na pokopališču Städtischer Friedhof III, v bližini svoje mame, ki je umrla kmalu po drugi svetovni vojni.

## Izbrana diskografija

### Izbrani albumi
- 1949: Souvenir Album
- 1951: Overseas
- 1952: M.D. Live 1932-1952
- 1954: Live At The Café De Paris
- 1956: Wiedersehen Mit Marlene
- 1959: Lili Marlene
- 1960: Dietrich In Rio
- 1964: Berlin Berlin
- 1965: Marlene Dietrich Singt Alt-Berliner Lieder
- 1965: Marlene Dietrich In London
- 1969: Marlene Dietrich
- 1973: The Best Of Marlene Dietrich
- 1974: Das War Mein Milljöh
- 1982: Her Complete Decca Recordings

### Izbrani singli
- 1930: Falling In Love Again
- 1930: Naughty Lola
- 1931: Johnny
- 1945: Lili Marlene
- 1962: Sag Mir Wo Die Blumen Sind
- 1978: Just A Gigolo